# Nkau Lerotholi
Nkau Lerotholi là một cầu thủ bóng đá người Lesotho hiện tại thi đấu ở vị trí hậu vệ thi đấu cho Matlama Maseru. Anh có 50 lần khoác áo Đội tuyển bóng đá quốc gia Lesotho kể từ năm 2008.
Vào mùa hè năm 2011 Lerotholi cùng với Thapelo Tale thử việc ở câu lạc bộ tại Serbian SuperLiga FK Jagodina.

## Sự nghiệp quốc tế

### Bàn thắng quốc tế
Bàn thắng và kết quả của Lesotho được để trước.
| #  | Ngày                 | Địa điểm                                  | Đối thủ  | Bàn thắng | Kết quả | Giải đấu           |
| -- | -------------------- | ----------------------------------------- | -------- | --------- | ------- | ------------------ |
| 1. | 9 tháng 7 năm 2013   | Sân vận động Arthur Davies, Kitwe, Zambia | Botswana | 2–2       | 3–3     | COSAFA Cup 2013    |
| 2. | 18 tháng 11 năm 2018 | Sân vận động Setsoto, Maseru, Lesotho     | Tanzania | 1–0       | 1–0     | Vòng loại CAN 2019 |